# Edmund Calamy el Viejo
Edmund Calamy (febrero de 1600-29 de octubre de 1666) fue un líder de la iglesia presbiteriana y anglicana inglesa. Conocido como «el viejo», fue el primero de cuatro generaciones de ministros inconformistas que llevaron el mismo nombre.

## Primeros años
La familia Calamy afirmó ser descendiente de hugonotes. Edmund Calamy nació en la parroquia de Santo Tomás Apóstol, Londres, y estudió en Merchant Taylors 'School y luego en Pembroke College (Cambridge), donde su oposición al arminianismo lo excluyó de una confraternidad. Nicholas Felton, obispo de Ely, sin embargo, lo hizo su capellán, y le dio el cargo en St Mary, en la localidad de Swaffham Prior en el condado de Cambridgeshire, que ocupó hasta 1626.
Luego se trasladó a Bury St Edmunds, donde permaneció como predicador durante diez años, el posterior congregacionista Jeremiah Burroughs fue otro predicador en la ciudad. Se retiró cuando su obispo Matthew Wren insistió en la observancia de ciertos artículos ceremoniales: Calamy se negó a leer el Book of Sports en su iglesia. En 1636 fue nombrado rector (o quizás conferenciante) de Rochford en Essex, pero tuvo que irse por el bien de su salud. En 1639 fue elegido al curato perpetuo de St Mary Aldermanbury en Londres, donde tuvo un gran número de seguidores.

## Activista presbiteriano

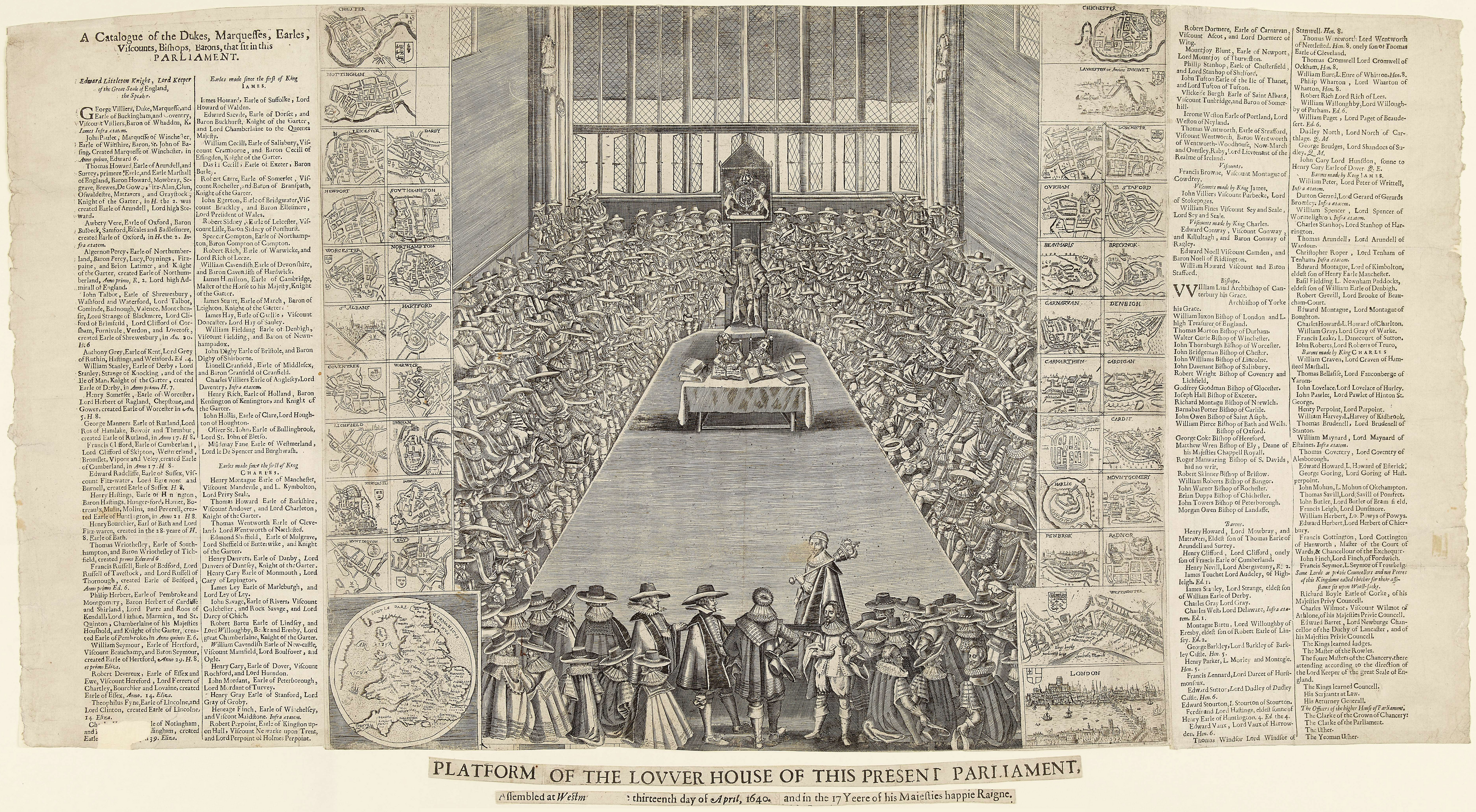
Sesión del Parlamento Largo.

En la apertura del Parlamento largo se distinguió en defensa de la política presbiteriana, al contribuir al trabajo conjunto conciliatorio conocido como Smectymnuus. Argumentó en contra de la presentación del episcopado del obispo Joseph Hall, mientras articulaba las posiciones presbiterianas. Las iniciales de los nombres de los contribuyentes formaron el nombre bajo el cual se publicó, a saber, Stephen Marshall (SM), Edmund Calamy (EC), Thomas Young (TY), Matthew Newcomen (MN) y William Spurstow (WS, a continuación, a menudo escrito WS equivalente a UUS). Estos eran líderes clericales del movimiento presbiteriano dentro de la Iglesia de Inglaterra. En el mismo período, Calamy fue un influyente predicador evangélico, y en diciembre de 1641 fue convocado a predicar en toda Inglaterra.
Calamy fue un miembro activo en la Asamblea de teólogos de Westminster, establecida en 1643. En ese año editó la Souldier's Pocket Bible, una antología bíblica popular diseñada para las fuerzas militares parlamentarias.
Los «smectymnuans» estaban en contra de la tolerancia religiosa y Calamy defendió firmemente el control de los pensadores religiosos independientes en 1644, atrayendo a aliados como Lázaro Seaman. Negándose a avanzar al congregacionalismo, encontró dentro del presbiterianismo un lugar intermedio que se adecuaba mejor a sus puntos de vista sobre la teología y el gobierno de la iglesia. Calamy pertenecía al grupo amyraldismo en la Asamblea, aquellos influenciados por John Davenant o su lectura del Sínodo de Dort. Richard Baxter informó que Calamy, Lazarus, Richard Vines y John Arrowsmith no eran hostiles a la redención universal.
En 1647 trabajó en el Catecismo de la Asamblea. En 1648 estaba predicando en St Benet Fink, para encontrar una atmósfera de adversidad en la que el bautista Edward Barber había sido invitado a contradecirlo.
Se opuso a la ejecución del rey Carlos I de Inglaterra y vivió tranquilamente bajo la Commonwealth. Al pedirle consejo a Oliver Cromwell sobre la disolución del Parlamento Rabadilla y el establecimiento de un Protectorado, respondió que nueve de cada diez se opondrían.

## Después de la Restauración
Fue asiduo en promover el retorno de Carlos II de Inglaterra, viajando a los Países Bajos como uno de los negociadores. Después de la Restauración inglesa en 1660 le ofrecieron el obispado de Coventry y Lichfield, pero lo rechazó. Los presbiterianos le habían advertido que su reputación y honor sufrirían si él aceptaba, e intentó coordinar una negativa con Richard Baxter, en la misma posición.
Fue nombrado uno de los capellanes de Carlos II, y en vano intentó obtener la ratificación legal de la declaración de Carlos del 25 de octubre de 1660. Fue expulsado por inconformidad en la Gran Expulsión de 1662, y se vio tan afectado por la devastación causada por el Gran Incendio de Londres que murió poco después. Fue enterrado el 6 de noviembre de 1666 en las ruinas de su iglesia, cerca del lugar donde se encontraba el púlpito.

## Obras
Sus publicaciones son casi en su totalidad sermones.
- The Art of Divine Meditation (Londres: for Tho. Parkhurst, 1634) - no sermones.
- An Answer to a Book entitled, An Humble Remonstrance (1641) como miembro de Smectymnuus
- Gods Free Mercy to England (1642)
- Englands Looking-glasse (1642)
- Souldier's Pocket Bible (1643) editor
- Jus Divinum Ministerii Evangelici (1654)
- The Godly Man's Ark (1658)

## Edmund Calamy el Joven
Su hijo mayor también se llamaba Edmund Calamy, conocido como "el Joven". Calamy el Joven siguió un camino religioso similar al de su padre, y perdió la casa parroquial de Moreton, Essex en la Gran Expulsión de 1662. Tenía una actitud retraída y puntos de vista moderados, y murió en 1685. Fue el padre del historiador Edmund Calamy.